# Kaita, Sankt Michel
Kaita är en ö i Finland. Den ligger i sjön Saimen och i kommunen Sankt Michel i den ekonomiska regionen  S:t Michel och landskapet Södra Savolax, i den södra delen av landet, 200 km nordost om huvudstaden Helsingfors. Öns area är 56,2 hektar och dess största längd är 1,4 kilometer i sydöst-nordvästlig riktning.